# جيم جونز (ممثل)
جيم جونز (بالإنجليزية: Jim Jones)‏ هو مغني ورابر وموسيقي وممثل أمريكي، ولد في 15 يوليو 1976 بنيويورك في الولايات المتحدة.

## وصلات خارجية
- جيم جونز على موقع IMDb (الإنجليزية)
- جيم جونز على موقع ميوزك برينز (الإنجليزية)
- جيم جونز على موقع إن إن دي بي (الإنجليزية)
- جيم جونز على موقع أول ميوزيك (الإنجليزية)
- جيم جونز على موقع ديسكوغز (الإنجليزية)
- جيم جونز على موقع قاعدة بيانات الفيلم (الإنجليزية)